# Sebastian Szymański
Sebastian Szymański (Biała Podlaska, 1999. május 10. –) lengyel válogatott labdarúgó, a török Fenerbahçe középpályása.

## Pályafutása

### Klubcsapatokban
Szymański a lengyelországi Biała Podlaska városában született. Az ifjúsági pályafutását a helyi TOP 54 Biała Podlaska csapatában kezdte, majd a Legia Warszawa akadémiájánál folytatta.
2015-ben mutatkozott be a Legia Warszawa tartalék, majd 2016-ban az első osztályban szereplő felnőtt keretében. 2019-ben az orosz első osztályban érdekelt Gyinamo Moszkvához igazolt. Először a 2019. július 12-ei, Arszenál Tula ellen 1–1-es döntetlennel zárult mérkőzésen lépett pályára. Első gólját 2019. november 9-én, a Rubin Kazany ellen idegenben 1–0-ra megnyert találkozón szerezte meg. A 2022–23-as szezonban a holland Feyenoord csapatánál szerepelt kölcsönben.

### A válogatottban
Szymański az U16-ostól az U21-esig szinte minden korosztályos válogatottban képviselte Lengyelországot.
2019-ben debütált a felnőtt válogatottban. Először a 2019. szeptember 9-ei, Ausztria ellen 0–0-ás döntetlennel zárult mérkőzés 70. percében, Kamil Grosickit váltva lépett pályára. Első válogatott gólját 2019. november 19-én, Szlovénia ellen 3–2-re megnyert EB-selejtezőn szerezte meg.

## Statisztikák
2023. május 28. szerint
| Klub                   | Szezon    | Osztály      | Bajnokság | Bajnokság | Kupa  | Kupa | Nemzetközi | Nemzetközi | Összesen | Összesen |
| Klub                   | Szezon    | Osztály      | Meccs     | Gól       | Meccs | Gól  | Meccs      | Gól        | Meccs    | Gól      |
| ---------------------- | --------- | ------------ | --------- | --------- | ----- | ---- | ---------- | ---------- | -------- | -------- |
| Legia Warszawa         | 2016–17   | Ekstraklasa  | 10        | 1         | 1     | 0    | —          | —          | 11       | 1        |
| Legia Warszawa         | 2017–18   | Ekstraklasa  | 21        | 4         | 7     | 3    | 5          | 1          | 33       | 8        |
| Legia Warszawa         | 2018–19   | Ekstraklasa  | 34        | 2         | 4     | 0    | 4          | 0          | 42       | 2        |
| Legia Warszawa         | Összesen  | Összesen     | 65        | 7         | 12    | 3    | 9          | 1          | 86       | 11       |
| Gyinamo Moszkva        | 2019–20   | Premjer Liga | 22        | 1         | 1     | 0    | —          | —          | 23       | 1        |
| Gyinamo Moszkva        | 2020–21   | Premjer Liga | 28        | 1         | 2     | 0    | 1          | 0          | 31       | 1        |
| Gyinamo Moszkva        | 2021–22   | Premjer Liga | 27        | 6         | 5     | 0    | —          | —          | 32       | 6        |
| Gyinamo Moszkva        | Összesen  | Összesen     | 77        | 8         | 8     | 0    | 1          | 0          | 86       | 8        |
| Feyenoord (kölcsönben) | 2022–23   | Eredivisie   | 29        | 9         | 2     | 0    | 9          | 1          | 40       | 10       |
| Fenerbahçe             |           |              |           |           |       |      |            |            |          |          |
| 2023–24                | Süper lig | 37           | 10        | 2         | 0     | 16   | 3          | 55         | 13       |          |
| 2024–25                | Süper lig | 7            | 0         | 0         | 0     | 5    | 1          | 12         | 1        |          |
| Összesen               | Összesen  | Összesen     | 238       | 38        | 21    | 3    | 40         | 6          | 302      | 48       |

### A válogatottban
| Válogatott    | Év       | Pályára lépés | Gól |
| ------------- | -------- | ------------- | --- |
| Lengyelország | 2019     | 5             | 1   |
| Lengyelország | 2020     | 5             | 0   |
| Lengyelország | 2021     | 1             | 0   |
| Lengyelország | 2022     | 9             | 0   |
| Lengyelország | 2023     | 4             | 0   |
| Összesen      | Összesen | 24            | 1   |

#### Góljai a válogatottban
| # | Időpont            | Helyszín                              | Ellenfél  | Gólok | Eredmény | Kiírás               |
| - | ------------------ | ------------------------------------- | --------- | ----- | -------- | -------------------- |
| 1 | 2019. november 19. | Nemzeti Stadion, Varsó, Lengyelország | Szlovénia | 1–0   | 3–2      | 2020-as EB-selejtező |

## Sikerei, díjai
Legia Warszawa
- Ekstraklasa
  - Bajnok (2): 2016–17, 2017–18
  - Ezüstérmes (1): 2018–19

- Lengyel Kupa
  - Győztes (1): 2017–18

- Lengyel Szuperkupa
  - Döntős (3): 2016, 2017, 2018

Gyinamo Moszkva
- Orosz Kupa
  - Döntős (1): 2021–22